# 超ときめき♡宣伝部のどきどき♡クリスマスパーティー
超ときめき♡宣伝部のどきどき♡クリスマスパーティー（ちょうときめきせんでんぶのどきどき - ）は、超ときめき♡宣伝部が、2015年の結成当初から毎年行っているクリスマスワンマンライブで、略称は「ときクリ」。

## 開催一覧
| 開催年 | 開催日         | タイトル                                                                                                   | 会場                           |
| ------ | -------------- | --- | ------------------------------ |
| 2015年 | 12月27日（日） | ときめき♡宣伝部のどきどき♡クリスマスパーティーvol.1                                                        | 東京・原宿クエストホール       |
| 2016年 | 12月30日（金） | ときめき♡宣伝部のどきどき♡クリスマスパーティーvol.2                                                        | 埼玉・大宮ソニックシティ       |
| 2017年 | 12月24日（日） | ときめき♡宣伝部のどきどき♡クリスマスパーティーvol.3                                                        | 東京・日本青年館               |
| 2018年 | 12月24日（月） | ときめき♡宣伝部のどきどき♡クリスマスパーティーvol.4 ～お腹いっぱいになれる！ときめき６つ星レストラン～     | 千葉・舞浜アンフィシアター     |
| 2019年 | 12月21日（土） | ときめき♡宣伝部のどきどき♡クリスマスパーティー2019 ～夢に続く魔法のストーリー♪～                           | 東京・中野サンプラザ           |
| 2020年 | 12月26日（土） | 超ときめき♡宣伝部のどきどき♡クリスマスパーティー2020～ときめきからの”正体”状～                             | 東京・中野サンプラザ           |
| 2021年 | 12月26日（日） | 超ときめき♡宣伝部のどきどき♡クリスマスパーティー2021〜他の女子とは喋らないで♡〜                            | 東京・中野サンプラザ           |
| 2021年 | 12月30日（木） | 超ときめき♡宣伝部のどきどき♡クリスマスパーティー2021〜他の女子とは喋らないで♡〜                            | 大阪・Zepp Namba               |
| 2022年 | 12月24日（土） | 超ときめき♡宣伝部のどきどき♡クリスマスパーティー2022 in 中野サンプラザホール～もう一度また、ゼッタイだよ～ | 東京・中野サンプラザ           |
| 2022年 | 12月25日（日） | 超ときめき♡宣伝部のどきどき♡クリスマスパーティー2022 in 中野サンプラザホール～もう一度また、ゼッタイだよ～ | 東京・中野サンプラザ           |
| 2023年 | 12月16日（土） | 超ときめき♡宣伝部のどきどき♡クリスマスパーティー2023                                                       | 神奈川・神奈川県民ホール       |
| 2023年 | 12月17日（日） | 超ときめき♡宣伝部のどきどき♡クリスマスパーティー2023                                                       | 東京・豊洲PIT                  |
| 2024年 | 12月28日（土） | 行くぜ！超ときめき♡宣伝部 at さいたまスーパーアリーナ〜超ときめきクリスマス〜                              | 埼玉・さいたまスーパーアリーナ |

## ときめき♡宣伝部のどきどき♡クリスマスパーティーvol.1（2015年）
ときめき♡宣伝部のどきどき♡クリスマスパーティーvol.1は、2015年12月27日に東京・原宿クエストホールで開催された、ときめき♡宣伝部にとって初のワンマンライブ。ライブ映像は有料ストリーミングサービス「スターダストチャンネル」で配信されている。
アンコールでは、期間限定ユニットとして結成されたときめき♡宣伝部の活動を今後も続けたいのか、それとも期間限定のまま個人での活動に戻るのか、各メンバーに決断を迫るシーンがあり、メンバー全員がときめき♡宣伝部を続けたい意向を示し、観客は大歓声で応えた。

## ときめき♡宣伝部のどきどき♡クリスマスパーティーvol.2（2016年）
ときめき♡宣伝部のどきどき♡クリスマスパーティーvol.2は、2016年12月30日に埼玉・大宮ソニックシティで開催されたライブ。グループ単独としての映像作品としては初となる、本公演を収録したBlu-ray(UMXK-1047)およびDVD(UMBK-1247)が2017年6月28日に発売された。
当時のグループ最大規模となる会場での本公演に向けて、#埋めるぞ大宮 をスローガンに掲げ、路上ライブやティッシュ配りに加え、前年5月にグループ初のライブイベントを開催した池袋からさいたま市までの36kmをメンバー全員で完歩するなど積極的に活動した。客席が埋まらなかったらどうしようとメンバーは何度も考え、メンバー内で何度も話し合い泣くも、結局満員には至らなかった。
Blu-ray・DVD
1. きよしこの夜
2. 季節外れのときめき♡サマー
3. せきがえのうた
4. いざ、大和撫子
5. ときめき♡宣伝部 自己紹介のうた
6. サンタさんが・・・・・やってこない!!!!!
7. 大事マン☆フレンズ
8. キタコレ!モーニング
9. レモンジュース
10. 青春アンセム
11. ツヨクなる（辻野かなみ from ときめき♡宣伝部）
12. 土っキュン♡!!少女
13. ドンウォーリー！
14. ビューティー
15. フレ!フレ!
16. ガンバ!!
17. 音速（ソニック）アドベンチャー
18. むてきのうた
19. 宇宙イチバン!!
20. ぴょんぴょん
21. 100％♡オレンジ
22. 土っキュン♡!!少女
23. 僕らの未来

## ときめき♡宣伝部のどきどき♡クリスマスパーティーvol.3（2017年）
ときめき♡宣伝部のどきどき♡クリスマスパーティーvol.3は、2017年12月24日に東京・日本青年館で開催されたライブ。メジャーファーストアルバム「ときおとめ」のみるみる盤 （UNIVERSAL MUSIC STORE限定盤）にライブBlu-rayを収録。

## ときめき♡宣伝部のどきどき♡クリスマスパーティーvol.4 ～お腹いっぱいになれる！ときめき６つ星レストラン～（2018年）
ときめき♡宣伝部のどきどき♡クリスマスパーティーvol.4は、2018年12月24日に千葉・舞浜アンフィシアターで開催されたライブ。ライブ映像は有料ストリーミングサービス「スターダストチャンネル」で配信されている。

## ときめき♡宣伝部のどきどき♡クリスマスパーティー2019 ～夢に続く魔法のストーリー♪～（2019年）
ときめき♡宣伝部のどきどき♡クリスマスパーティー2019 ～夢に続く魔法のストーリー♪～は、2019年12月21日に東京・中野サンプラザで開催されたライブ。前年から目標としていた「中野サンプラザを満員にすること」を達成したことで、メンバーが涙を流す場面もあった。本公演を収録したBlu-ray(AVXD-92898)およびDVD(AVBD-92897)が2020年2月26日に発売された。
Blu-ray・DVD
1. すきっ！
2. せきがえのうた
3. 一方通行、恋の罠
4. GAMUSHARA
5. プリンセスプリンセスプリンセス
6. Ei-Ei-Oh!
7. あいにきちゃった
8. フレ！フレ！
9. 魔法試験
10. ドンフィクション
11. トウメイ恋心(ハート)
12. 魔法最終試験 (6人の挑戦)
13. 乙女のグロリアス
14. ときめき♡宣伝部のVICTORY STORY -パブりん Ver.-
15. サンタさんが・・・・・やってこない！
16. 青春アンセム
17. きみに夢中ガール
18. ガンバ!!
19. DEADHEAT
20. ぴょんぴょん
21. 初恋サイクリング
22. 青春ハートシェイカー

＜ENCORE＞
1. 恋のシェイプアップ♡
2. むてきのうた
3. 人生最幸のメロディ
4. 100%♡オレンジ

[特典映像]
1. Documentary of ときクリ2019 in 中野サンプラザ 「夢に続く魔法のストーリー♪」

## 超ときめき♡宣伝部のどきどき♡クリスマスパーティー2020～ときめきからの”正体”状～（2020年）
超ときめき♡宣伝部のどきどき♡クリスマスパーティー2020～ときめきからの”正体”状～は、2020年12月26日に東京・中野サンプラザで開催されたライブ。新型コロナウイルスの感染対策として観客の数を収容人数の半分に制限した上で、昼夜2部制で開催された。また有料生配信および期間限定アーカイブ配信も行われた。

## 超ときめき♡宣伝部のどきどき♡クリスマスパーティー2021〜他の女子とは喋らないで♡〜（2021年）
超ときめき♡宣伝部のどきどき♡クリスマスパーティー2021〜他の女子とは喋らないで♡〜は、2021年12月に開催されたライブ。26日の東京公演（中野サンプラザ）に加え、30日には史上初となる大阪公演（Zepp Namba）を開催した。このうち東京公演については、CSテレ朝チャンネル1での生中継、および海外向けの有料配信が行われた。また、2022年2月13日にはCSテレ朝チャンネル1で「超ときめき♡宣伝部のときクリ2021【超ときめく豪華完全版】」が放送された。ミニアルバム「ハートギュッと!」のファンクラブ限定豪華盤にライブ映像を収録。

## 超ときめき♡宣伝部のどきどき♡クリスマスパーティー2022 in 中野サンプラザホール～もう一度また、ゼッタイだよ～（2022年）
超ときめき♡宣伝部のどきどき♡クリスマスパーティー2022 in 中野サンプラザホール～もう一度また、ゼッタイだよ～は、2022年12月24・25日の2days公演として中野サンプラザで開催されたライブ。中野サンプラザが2023年に閉館となる前の最後のクリスマスイブ・クリスマスに開催された。また超ときめき♡宣伝部のライブとしては初の生バンド演奏も行われた。12月25日の公演では、CSテレ朝チャンネル1での生中継が行われたほか、2023年2月12日にはCSテレ朝チャンネル1で「超ときめき♡宣伝部のときクリ2022～超ときめく豪華完全版～」が放送された。

## 超ときめき♡宣伝部のどきどき♡クリスマスパーティー2023〜わたし一筋でいて！〜（2023年）
超ときめき♡宣伝部のどきどき♡クリスマスパーティー2023～わたし一筋でいて!～は、2023年12月16日に神奈川県民ホール、17日に豊洲PITで開催されたライブ。2023年最後のワンマンライブとなった。なお、メンバーの吉川ひよりは扁桃腺摘出手術後の経過・体調を考慮し、歌唱・ダンスパフォーマンスは行わず、MC・ロックオンフリータイムのみの出演となった。

## 行くぜ！超ときめき♡宣伝部 at さいたまスーパーアリーナ〜超ときめきクリスマス〜（2024年）
行くぜ！超ときめき♡宣伝部 at さいたまスーパーアリーナ〜超ときめきクリスマス〜は、2024年12月28日にグループ史上最大級の会場となるさいたまスーパーアリーナで開催される予定の、通算10年目の節目となるクリスマスライブ。2024年4月29日に横浜BUNTAIで開催されたライブでサプライズ発表された。
ときめき♡宣伝部（とき宣）が初めてさいたまスーパーアリーナのステージに立ったのは結成1年目の2016年1月、スターダストの女性アイドルグループのイベント「俺の藤井 2016 in さいたまスーパーアリーナ 〜Tynamite!!〜」だった。2daysの1日目「第1回 ワンデイワールドリーグ戦」の1回戦に登場したとき宣は『ぴょんぴょん』を披露し勝負するも敗れ、メンバーらは観に来てくれたとき宣ファンに1曲しか届けられずスタッフと悔し泣きした。
2020年4月には菅田愛貴の入部と同時に超ときめき♡宣伝部（超とき宣）に改称した。ところが、予定されていたライブツアーや夏の晴れ舞台などの有観客ライブがコロナ禍で軒並み中止になり苦境に立たされた。そうした中、埼玉県出身の辻野かなみと小泉遥香がペーパークラフトでさいたまスーパーアリーナを作る企画に参加したことがきっかけで、同会場の公式キャラクター「たまーりん」から「ぜひ会場を使ってほしい」という手紙が届き、無観客での有料生配信ライブが開催が決まった。8月23日に配信された無観客ライブ「よ〜し、それなら！さいたまスーパーアリーナのセンターから、私たち超ときめき♡宣伝部です！」の最後に宣伝部長の辻野かなみが「さいたまスーパーアリーナでライブができる日までみんなが安全でいられますように」という願いを込めてオレンジ色のだるまに片目を入れ、宣伝部員（ファン）と共にこの会場に帰ってくることを固く誓った。
翌2021年に『すきっ！〜超ver〜』がバズったのをきっかけに超とき宣はステップアップし、2022年10月には幕張メッセでのワンマンライブを成功させた。
2024年1月には横浜アリーナでのワンマンライブを2日間開催した。メンバーは夢に掲げていたソールドアウトをすることができず悔しさを滲ませたが、同月にリリースしたアルバム「ときめく恋と青春」がオリコンやビルボートのアルバム週間チャートでグループ史上初となる1位を獲得、続いて収録曲の『最上級にかわいいの!』がバズったことでグループは再び勢いに乗る。そうして、さいたまスーパーアリーナでのワンマンライブ開催発表となった。